# Shigeyoshi Takano
Shigeyoshi Takano (松本備前守正元?   2 de enero de 1877 - 31 de marzo de 1957) fue un destacado practicante de kendo en Japón.  Ostentó el título de Hanshi en Kendo ( maestro experto en kendo) y fue el jefe hereditario de la escuela de kendo "Itto-ryu Chuseiha" (también conocida como Ono-ha Itto-ryu Chuseiha).

## Biografía
Nació en Mito, Prefectura de Ibaraki, como el segundo hijo de Chigusa Kogorō Mochiharu, quien era el instructor de la escuela Hokushin Ittō-ryū del antiguo Dominio de Mito. Entre sus compañeros de escuela primaria se encontraba Taira Yemon, sobrino de Naitō Takazō, quien más tarde se convertiría en un luchador de sumo de la categoría yokozuna. Se dice que Mochiyoshi era fuerte y en algún momento le sugirieron unirse a un beya (establo de sumo).
A los 14 años, perdió a su padre y comenzó a estudiar kenjutsu en la dojo Tobukan bajo la tutela de Ozawa Torakichi, profesor principal de la antigua Escuela de Kōdōkan. En 1895, se unió a la dojo Urawa Meishinkan de Takano Sajirō (escuela Chūsei Ittō-ryū). En 1900 fue adoptado por Takano Sajirō.
En 1914 fue reclutado por la Corporación Ferroviaria del Sur de Manchuria y se desempeñó como instructor de kendo de la empresa hasta el final de la guerra.
En 1929 participó en la categoría de seleccionados del Dai-rei Kinen Tenran Budō Taikai (Torneo de las Artes Marciales en Conmemoración al Gran Jubileo). Sufrió una lesión en la pierna en el primer día de competencia. A pesar de la herida, compitió al día siguiente y llegó a la final, pero fue derrotado por Moriji Mochida, quedando en segundo lugar. Vale mencionar que su padre adoptivo, Takano Sajirō, fue el shinpan (juez) en ese torneo. En 1934, participó como árbitro y en una exhibición de combate en el Tenran Budō Taikai en conmemoración al nacimiento del príncipe heredero. Tuvo un combate con Hakudō Nakayama en ese evento.
Después del final de la Segunda Guerra Mundial, regresó de Manchuria a Japón. Pasó el resto de su vida en su ciudad natal de Mito. Su hijo mayor, Keiju, falleció a los 40 años a causa del tifus. Su segundo hijo, Sonjirō, tuvo un destacado desempeño como atleta en kendo y atletismo en la Escuela Normal Superior de Tokio, y después de graduarse, se convirtió en profesor y alcanzó el rango de kendo hanshi.